# Dorylaimellus virginianus
Dorylaimellus virginianus är en rundmaskart som beskrevs av Nathan Augustus Cobb 1913. Dorylaimellus virginianus ingår i släktet Dorylaimellus och familjen Dorylaimidae. Inga underarter finns listade i Catalogue of Life.